# Guaraní (moneda)
El guaraní (nom espanyol de la principal ètnia paraguaiana, la llengua dels quals és oficial a l'estat) és la moneda del Paraguai. El codi ISO 4217 és PYG. S'abreuja amb un símbol especial, consistent en una G majúscula travessada per una barra. Tradicionalment s'ha subdividit en 100 cèntims (céntimos), fracció que actualment no s'utilitza a causa del poc valor de la moneda.
Es va introduir per llei el 5 d'octubre del 1943, en substitució del peso paraguaià a raó de 100 pesos per guaraní, i es va emetre per primer cop el 1944. De 1960 a 1982 va tenir un canvi fix respecte al dòlar dels Estats Units de 126 guaranís per dòlar.
Emès pel Banc Central del Paraguai (Banco Central del Paraguay), en circulen monedes d'1, 5, 10, 50, 100, 500 i 1000 guaranís, i bitllets de 5.000, 10.000, 20.000, 50.000 i 100.000 guaranís. Les monedes d'1, 5 i 10, a la pràctica, tenen una circulació ben escassa a causa de la inflació.
A començament del 2009, el guaraní era la novena unitat monetària de valor més baix del món i la primera d'Amèrica.

## Taxes de canvi
- 1 EUR = 6.136,27 PYG (21 de novembre del 2008)
- 1 USD = 4.900,00 PYG (21 de novembre del 2008)